# Ksawery Pietraszkiewicz
Ksawery Pietraszkiewicz (1814–1887) – pedagog, doktor filozofii, pisarz, poeta, konspirator, zesłaniec, żołnierz.

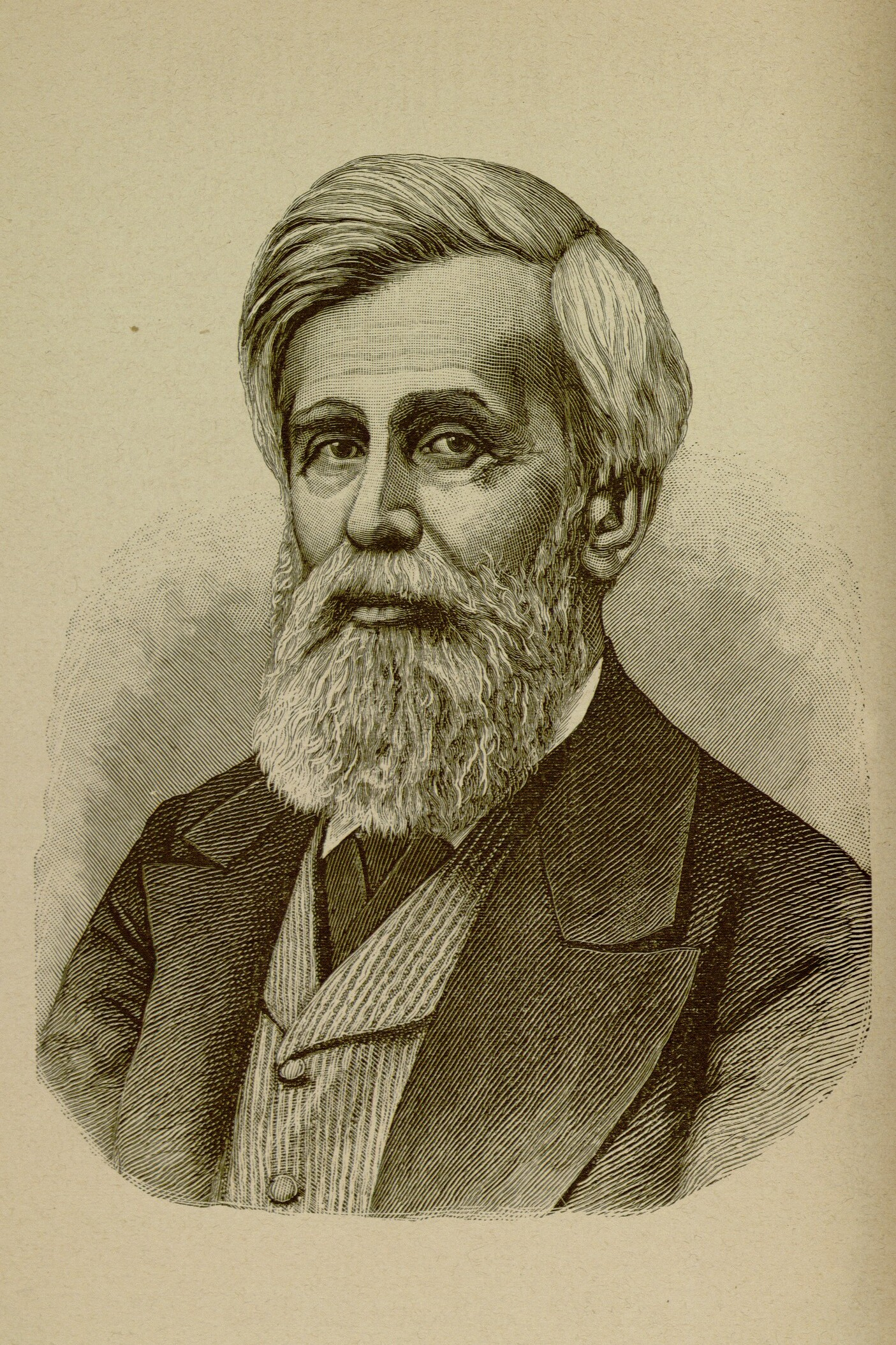
Xawery Pietraszkiewicz

## Studia i konspiracja
Urodził się w 1814 roku w Czypurze w guberni kijowskiej (nieopodal obecnego miasta Stawiszcze). Jego stryjem był filaret i przyjaciel Adama Mickiewicza, Onufry Pietraszkiewicz. Mając 12 lat podjął naukę w szkole bazylianów w Lubarze na Wołyniu, a następnie w szkole bazylianów w Humaniu. W 1835 wstąpił na Wydział Filologiczno-Literacki Uniwersytetu Kijowskiego. Podczas studiów poznał Stanisława Winnickiego, Jana Prusinowskiego, Antoniego Stanisławskiego i, prawdopodobnie, Władysława Strzelnickiego.
W Kijowie związał się ze Stowarzyszeniem Ludu Polskiego, które założył Szymon Konarski. Po wykryciu w 1838 roku organizacji przez Rosjan i rozstrzelaniu na początku 1839 roku Szymona Konarskiego, Ksawerego Pietraszkiewicza wraz z innymi spiskowcami aresztowano. Pietraszkiewicz nie chciał przyznać się do udziału w spisku, więc był przetrzymywany w Cytadeli w Kijowie i miesiącami przesłuchiwany i torturowany. Został zamknięty w klatce 3 na 4 kroki ze sklepieniem uniemożliwiającym wyprostowanie i ścianami zalewanymi z kloaki. Po kilku miesiącach w stanie skrajnego wycieńczenia umieszczony w więziennym szpitalu, a następnie obradujący w szpitalu sąd skazał go na utratę szlachectwa i karę śmierci, zamieniając ją na przymusową służbę wojskową na Kaukazie. Na Kaukaz został pognany w kajdanach na rękach i nogach oraz przykutego do żelaznego pręta wraz z innymi studentami.

## Zesłanie na Kaukazie
Na Kaukazie po wielu walkach w składzie armii rosyjskiej z Czeczenami i Czerkiesami, za które otrzymał za wykazanie się odwagą Krzyż Świętego Jerzego, został w 1843 roku zraniony i stał się inwalidą co trwale wyeliminowało go z możliwości czynnej walki. W związku z tym zwolniono go do cywila.

## Praca pedagogiczna
Po powrocie do Kijowa, jako nagrodzonemu orderem za męstwo, zezwolono mu na kontynuację studiów. Uzyskał na nich tytuł doktora filozofii i rozpoczął pracę jako pedagog prywatny, bo nie miał możliwości otrzymania posady państwowej. Napisał takie prace jak „Głosownik” (napisany w Chodorowie w 1849 roku), „Uwagi pedagogiczne”, „O znaczeniu nauk przyrodniczych”, „Wstęp do historii ludu polskiego”, „Arytmetyka dla szkół ludowych”.
Po wyjeździe do Krakowa w 1870 roku otworzył wraz z żoną szkołę z internatem dla dziewcząt, która wykształciła kilkaset kobiet.
Zmarł 20 lutego 1887 roku w Krakowie w wieku 73 lat i został pochowany na cmentarzu Rakowickim.

## Rodzina
W 1854 roku Ksawery ożenił się z Teofilą Górską.
Jego córka Maria była matką Józefa Mackiewicza i Stanisława Cat-Mackiewicza.
Jego synem był Adam Pietraszkiewicz, generał major armii austriackiej, nominalny komendant II Legionu Polskiego („Legion Wschodni”).
Ksawery Pietraszkiewicz był pradziadkiem pisarza, scenarzysty i dramaturga Kazimierza Orłosia oraz prapradziadkiem dziennikarza, aktora i prezentera telewizyjnego Macieja Orłosia.

## Publikacje
- Głosownik (1855)
- Uwagi pedagogiczne
- O znaczeniu nauk przyrodniczych
- Testament szlachcica. Wspomnienia (niepublikowany)
- cykl Sonetów kaukaskich: Górę Hambor, Drogę nad przepaścią Hud i Lekurii, opublikował w 1841 r. poznański Dziennik Domowy (nr 26).